# 勒普莱西布里永
勒普莱西布里永（法語：Le Plessis-Brion，法語發音：[lə plɛsi bʁijɔ̃]）是法国瓦兹省的一个市镇，属于贡比涅区。

## 地理
勒普莱西布里永（49°27'55"N, 2°53'25"E）面积7.47 平方千米，位于法国上法蘭西大區瓦兹省，该省份为法国北部内陆省份，北起索姆省，西接厄尔省和滨海塞纳省，南至塞纳-马恩省和瓦兹河谷省，东临埃纳省。
与勒普莱西布里永接壤的市镇（或旧市镇、城区）包括：舒瓦西欧巴克、隆格伊-阿内勒、蒙马克、圣莱热欧布瓦、图罗特。

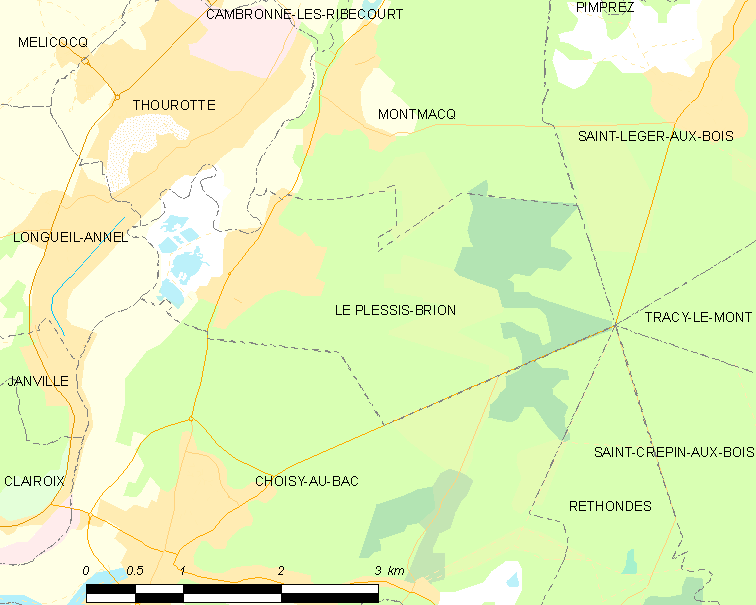
勒普莱西布里永的OSM定位图

勒普莱西布里永的时区为UTC+01:00、UTC+02:00（夏令时）。

## 行政
勒普莱西布里永的邮政编码为60150，INSEE市镇编码为60501。

## 政治
勒普莱西布里永所属的省级选区为图罗特县。

## 人口

1962-2008年间勒普莱西布里永人口变化图示

勒普莱西布里永于2022年1月1日时的人口数量为1307人。